# Verbes modaux en anglais
Dans la grammaire anglaise, les verbes modaux ou auxiliaires de modalité sont des auxiliaires qui donnent le point de vue de l'énonciateur sur l'énoncé. Il s'agit de can, could, may, might, must, shall, should, will, would, ought, had better, ainsi que dare et need (dans certains de leurs emplois). 

## Généralités
La modalité consiste pour l'énonciateur à apporter une modification de sens au contenu d'un énoncé. S'il désire exprimer qu'une chose est possible, nécessaire, probable, obligatoire, souhaitable, hypothétique ou certaine, il intercale un modal entre le sujet et le verbe (et ses éventuels compléments). Les modaux sont des auxiliaires-opérateurs.
Exemples de groupes verbaux formés avec un modal :
- She can swim (« Elle sait nager »)
- Can he swim? No, he can't (« Est-ce qu'il sait nager ? Non »)
- Will he play football on Saturday? Yes, he will (« Jouera-t-il au football samedi ? Oui »)
Caractéristiques des modaux :
- Ils sont directement suivis de la base verbale (modal + infinitif sans to) (sauf ought, qui est directement suivi de l'infinitif avec to), ou d'un adverbe qui est suivi de la base verbale. Dans les réponses brèves, la base verbale (l'infinitif sans to) est sous-entendue.

- Yes, she can / No, he won't
- Dans un groupe verbal, il ne peut y avoir qu'un seul modal (sauf dans le sud des États-Unis).

- Ce sont des opérateurs. Ils servent à former des énoncés interrogatifs et portent la négation. Ils ne sont pas compatibles avec l'auxiliaire do.

- Deux d'entre eux portent la marque du temps (présent ou prétérit) : can (could) et will (would).

- Ils n'ont pas d'infinitif, ni de forme en -ing, ni de participe passé, ni de forme en -s, aussi sont-ils également qualifiés traditionnellement de « verbes défectifs ».

## Can, could

### Can
Forme négative : cannot – Forme négative contractée : can't.
Emplois de can :
- I can = « je suis capable de » / « les circonstances me permettent de » :

- I can swim (« Je sais nager »)
- I have got my mobile with me; I can phone him (« J'ai mon portable, je peux lui téléphoner »)
Si l'on veut exprimer une capacité ou une possibilité future, on peut utiliser l'expression be able to sous la forme will be able to (ce remplacement est obligatoire à moins d'utiliser seulement can : il ne peut y avoir qu'un seul modal dans un groupe verbal) :
- Next time, I will have my mobile, and I will be able to phone him ou Next time, I will have my mobile, and I can phone him (« La prochaine fois, j'aurai mon portable, et je pourrai lui téléphoner »)
- I can = « j'ai l'autorisation de » :

- Can I use your mobile? (« Puis-je me servir de ton portable ? »)
Pour l'une ou l'autre utilisation, on utilise could pour exprimer une action dans le passé :
- I could swim (« Je savais nager »)

### Could
Forme négative : could not – Forme négative contractée : couldn't.
Il y a deux emplois de could, en fonction de la valeur de l'élément prétérit qu'il contient.
- Could utilisé pour une action passée et marquant la capacité ou l'autorisation :

- She could swim at the age of four (« Elle savait nager à 4 ans »)
- I didn't have the key, so I couldn't open the door (« Je n'avais pas la clé, je n'ai donc pas pu ouvrir la porte »)
- Could utilisé pour une action conditionnelle présente ou future :

Pour exprimer une suggestion :
- We could go swimming (« On pourrait aller nager »)
- You could ask him (« Tu pourrais lui demander »)
Pour exprimer une demande polie :
- Could you open the window? (« Pourrais-tu ouvrir la fenêtre ? »)
Pour exprimer le doute ou l'hypothèse :
- I guess I could do that for you (« Je suppose que je pourrais faire cela pour vous »)
- I could swim better if he had taught me better (« Je saurais mieux nager s'il me l'avait mieux appris »)
Pour indiquer la capacité hypothétique dans le passé, on utilise could have + participe passé :
- I could have done that yesterday (« J'aurais pu le faire hier »)

## May, might
Forme négative : may not, might not – Forme négative contractée : mightn't.
- May sert à exprimer l'incertitude, l'éventualité (il est alors accentué) :

- Don't disturb your dad, he may be busy (« Ne dérange pas ton père, il se peut qu'il soit occupé » (équivalent : perhaps he is busy)
L'action incertaine peut se situer dans l'avenir également :

- They may arrive tomorrow; who knows ? (« Il se peut qu'ils arrivent demain, qui sait ? »)
Might, le prétérit historique de may, exprime une plus grande part de doute ou un risque présent ou à venir :

- It might rain tomorrow (« Il se pourrait bien qu'il pleuve demain »)
Il peut aussi exprimer une suggestion, voire un reproche :

- You might at least help us (« Vous pourriez au moins nous aider »)
- May sert à exprimer la permission à la 1re et à la 2e personne (il est alors inaccentué, en règle générale) :

- May I use your bathroom? (« Puis-je utiliser vos toilettes ? ») 
- You may smoke if you like (« Vous pouvez fumer si vous voulez »)
À la voix passive, la permission s'exprime plutôt avec to be allowed to : 
- I wasn't allowed to smoke until I was 16 (« On ne m'a pas permis de fumer avant 16 ans »)
Pour indiquer l'incertitude (mais pas l'autorisation) sur le passé, on utilise may have :
- He may have come yesterday (« Peut-être qu'il est venu hier »)

## Must
Must est un présent, il n'a pas de forme au prétérit.
Forme négative : must not - Forme négative contractée : mustn't.
- Must sert à exprimer une nécessité, une obligation :

- I must finish this assignment today (« Il faut que je finisse ce devoir aujourd'hui »)

- You must read this book; you will enjoy it (« Il faut que tu lises ce livre, tu vas aimer ») (le locuteur donne son opinion)
- Must sert à exprimer une forte probabilité, une quasi-certitude :

- He hasn't turned up; he must be ill (« Il ne se pointe pas, il doit être souffrant »)
À la forme négative, must not exprime l'interdiction ou la certitude de la situation négative, mais l'absence de nécessité se rend à l'aide de need not et l'absence d'obligation à l'aide de don't have to : 

- You mustn't go out (« Tu ne dois pas sortir ») (contraire de You may go out)

- It must not be true (« Je suis certain que ce n'est pas vrai »)
- You needn't go out (« Il n'est pas nécessaire que tu sortes ») (contraire de You must go out)

- You don't have to do it (« Rien ne t'oblige à le faire »)

Avec une forme progressive :

- He must be working (« Il doit (probablement) travailler ») (mais He must work = « Il doit travailler », « Il faut qu'il travaille »)
On exprime une quasi-certitude d'une situation passée avec must have + participe passé :
- He must have arrived yesterday (« Il a dû arriver hier »)
Mais on exprime une obligation dans le passé en utilisant had to + infinitif :
- He had to help him (« Il était obligé de l'aider », « il fallait qu'il l'aide »)

## Ought to
Forme négative :  ought not to - contraction : oughtn't to.
Ought to est le seul auxiliaire de modalité à être suivi de l'infinitif complet.
- Il sert à exprimer un conseil :

You ought to read this book (« Tu devrais lire ce livre »)
- Il sert également à exprimer une probabilité, un pronostic :

Manchester United ought to win (« Manchester United devrait (normalement) gagner »)
Dans les deux cas, ought to équivaut à should, prétérit historique de shall.
Dans le passé, on utilise ought to have + participe passé :
- I ought to have worked harder (« J'aurais dû travailler davantage ») (regret)

## Shall, should

### Shall
Forme négative : shall not - Forme négative contractée : shan't
- L'énonciateur s'engage à ce que les choses se passent comme il le dit :

- We shall never surrender (Winston Churchill) (« Nous ne nous rendrons jamais »)

- Fascism shall not pass (« Le fascisme ne passera pas ») (sous-entendu : « j'y veillerai »)
- À la 2e personne, l'engagement cède la place à l'interdiction :

- You shall not kill (« Tu ne tueras point ») (c'est la volonté de Dieu)
- A la forme interrogative, shall exprime la proposition :

- Shall I close the door? (« Dois-je fermer la porte ? » / « Voulez-vous que je ferme la porte ? »)
Shall exprime aussi une volonté propre, la volonté personnelle entrant en conflit avec l'obligation extérieure. L'anglais part du principe que seul le destinataire de l'ordre est à même d'avoir la volonté de s'obliger à faire quelque chose. Shall (dans l'emploi à la première personne) indique que je m'impose quelque chose à moi-même (c'est ma propre volonté qui me demande de faire ça). Avec le modal will (employé pour les autres personnes), celui qui énonce l'ordre ne peut se substituer à la volonté du destinataire de cet ordre, ainsi Will you do that peut se traduire par « Auras-tu la volonté de faire ça ? » - d'ailleurs le tag de l'obligation au présent reprend ce modal : Close the door, will you (« Ferme donc cette porte, veux-tu ?) ».
Shall et will sont à tort, considérés comme des marques de futur, alors qu'il n'en est rien. Étant hypothétique et soumis à des aléas imprévisibles, le futur, au sens où on l'entend en français, n'existe pas en anglais, lequel modalise une action comme « pouvant se produire postérieurement à l'énoncé » et s'exprime par shall / will / to be to / to be about to /la forme progressive du présent /le présent simple complété d'un circonstanciel de temps.
L'utilisation de shall est rare aux États-Unis, où will est presque toujours utilisé.

### Should
Forme négative : should not - Forme négative contractée : shouldn't
- Should exprime toute une gamme de sens (conseil, reproche, regret) :

- You should speak louder (« Tu devrais parler plus fort ») (C'est un conseil)

- I should have worked harder (« J'aurais dû travailler davantage ») (regret)

## Will, would

### Will
Forme négative : will not - Forme négative contractée : won't
- Il exprime que le locuteur a l'intention de faire quelque chose :

- I will do that soon (« Je ferai cela bientôt »)
- Il exprime une prédiction faite avec certitude :

- The sun will rise tomorrow morning at 6:14 (« Demain le soleil se lèvera à 6 h 14 »)
Pour dire une intention ou faire une prévision, on utilise will have + participe passé exprimant qu'une action aura eu lieu avant une autre action :
- At noon tomorrow I will have already done that (« Demain à midi, j'aurai déjà fait cela »)
- Il exprime une forte volonté :

- Right now, I will tolerate no dissent (« Dorénavant, je ne tolèrerai aucune opposition »)
- Il exprime aussi une tendance :

- Boys will be boys (litt. « Des garçons seront toujours des garçons », adage équivalent en français : « Il faut que jeunesse se passe »)

### Would
Forme négative : would not - Forme négative contractée : wouldn't
Would est la forme préterite de will, donc il renvoie à un moment antérieur ou à une situation hypothétique. 
- Il exprime que le locuteur a l'intention de faire quelque chose si quelque chose d'autre se produit :

- I would do it now / tomorrow if I knew how (« Je le ferais maintenant / demain si je savais comment m'y prendre »)
Si l'intention est dans le passé, on utilise would have + participe passé du verbe principal :
- I would have done it then if I had known how (« Je l'aurais fait à ce moment-là si j'avais su comment m'y prendre »)
- Il exprime qu'un événement a lieu après un autre événement dans le passé :

- In 1986 I knew I would graduate two years later (« En 1986, je savais que j'aurais mon diplôme au bout de deux ans »)
- Il exprime qu'un événement a eu lieu maintes fois :

- Last summer I would go there every week (« L'été dernier, je m'y rendais toutes les semaines »)
- Il sert aussi à faire une demande polie, avant like, ask, suggest, request, etc. :

- I would like to ask you to do that (« Je voudrais te demander de faire ça »)
- Would you do that for me, please? (« Tu voudrais bien, s'il te plaît, faire ça pour moi ?»)

## Had better
Forme négative : had better not
- Il exprime qu'on ferait mieux de faire quelque chose :

- You had better hurry (« Il vaudrait mieux te dépêcher »)
Souvent le had de had better est contracté en  'd :
- You'd better hurry (« Vaudrait mieux te dépêcher »)

## Need et Dare
Ces deux verbes, qui se conjuguent normalement comme des verbes ordinaires, se conjuguent aussi comme des modaux mais uniquement aux formes interrogative et négative.

Pour cette raison ces deux verbes sont parfois qualifiés de semi-modaux.

### Formes négatives
need not et dare not - Forme négative contractée : needn't, dursn't (archaïsme)
- Need s'emploie comme un modal pour exprimer qu'une action est superflue :

- You needn't come to the meeting if you don't want to (« Il n'est pas nécessaire que tu viennes à la réunion si tu n'en as pas envie »)

- Need I come back tomorrow? (on espère une réponse négative) – No, you needn't (« Faut-il (vraiment) que je revienne demain ? – Non, ce ne sera pas nécessaire »)
- Dare : son sens est oser faire quelque chose

- How dare you say such a thing? (« Comment oses-tu dire une chose pareille ? »)

- He dare not speak to her (« Il n'ose pas lui adresser la parole »)

### Formes positives
Pour une phrase positive déclarative, on utilise la forme qui se conjugue comme un verbe ordinaire :
- He needs to come back tomorrow (« Il faut qu'il revienne demain »)
- He dares to speak to her (« Il ose lui adresser la parole »)